# Sclerocroton oblongifolius
Sclerocroton oblongifolius là một loài thực vật có hoa trong họ Đại kích. Loài này được (Müll.Arg.) Kruijt & Roebers miêu tả khoa học đầu tiên năm 1996.